# 吉兰泰铁路
吉兰泰铁路又称乌吉铁路、包兰铁路乌吉支线，是位于内蒙古自治区西南部乌海市和阿拉善盟境内的一条支线铁路。吉兰泰支线，即吉兰泰铁路，起自包兰铁路乌达站（乌达站，原名三道坎站，后更名为乌达站，现名为乌海西站），向西越过贺兰山至本井后，向北折向乌兰布和沙漠至吉兰泰止，为吉兰泰地区的铁路运盐支线。线路全长131.7公里，全线共设有车站4座。1960年5月，包兰铁路吉兰泰支线新建工程开工建设。1961年时因中苏交恶，铁路建设中途停工。1965年3月，铁路建设正式复工，至该年年末全线竣工并正式投入运营。